# Antoni Morell
Antoni Morell i Mora (14. prosince 1941 Barcelona – 5. ledna 2020 Andorra la Vella) byl andorrský spisovatel píšící katalánsky.

## Život
Morell se narodil jako syn katalánského taxikáře a andorrské služky. Studia filosofie, teologie, moderních dějin a práva jej přivedly do Zaragozy, Madridu, Paříže a Říma. V letech 1968–1972 pracoval jako středoškolský profesor v Andoře, poté byl do roku 1981 sekretářem andorrské Generální rady a v letech 1982 až 1984 sekretářem první andorrské vlády. Poté pracoval jako advokát a zastával funkci předsedy andorrského Sdružení spisovatelů. V letech 2005 až 2010 působil jako andorrský velvyslanec ve Vatikánu.
Morell spolupracoval s významnými andorrskými i španělskými novinami a časopisy (například Poble Andorrà, Andorra 7, Diari d'Andorra, Periòdic d'Andorra, Set Dies, Avui nebo La Vanguardia). Jako spisovatel vnesl do španělské literatury andorrskou problematiku.
Zemřel na srdeční selhání ve věku 78 let dne 5. ledna 2020 v Andoře la Vella.

## Dílo
- Set lletanies de mort (1983, Sedm litanií o smrti), román, napsaný podle skutečné události, rozvíjející biblický příběh bratrovraždy..
- Borís I, rei d'Andorra (1984, Boris I., král andorrský), román popisující život ruského emigranta Borise Skosyreva (1896–1989), který se roku 1934 pokusil založit nezávislou andorrskou monarchii.
- Als límits de l'alba (1987), román,
- Karen nena de la llum (1996, Karen, bystré děvčátko), román o děvčátku, které se svou matkou prožívá dramatický soudní proces, objasňující smrt jejího otce.
- La neu adversa (1999, Protivný sníh), román, ve kterém se na komorním příběhu staré ženy a jejího vnuka autor zamýšlí nad vývojem původně chudé pyrenejské země k její současnosti. Symbolem těchto změn je sníh, kdysi nepřekonatelná překážka, která na půl roku přerušovala jedinou cestu z Andorry do Francie. Za tuto knihu obdržel Morell roku 1999 katalánskou literární cenu Premi Carlemany (Cena Karla Velikého).

## Česká vydání
- Boris I., král andorrský, Argo, Praha 2000, přeložil Jan Schejbal,
- Protivný sníh, Argo, Praha 2005, přeložil Jan Schejbal.